# Myzus stellariae
Myzus stellariae är en insektsart. Myzus stellariae ingår i släktet Myzus och familjen långrörsbladlöss. Inga underarter finns listade i Catalogue of Life.